# Remzi Kolgeci
Remzi Kolgeci (v srbské cyrilici Ремзи Кољгеци; 3. května 1947, Vranić, Jugoslávie ₋ 9. května 2011, Priština) byl kosovský politik v dobách existence socialistické Jugoslávie.
Kolgeci byl členem Svazu komunistů Kosova. Jeho politický vzestup započal po roce 1974, kdy byla Kosovu zajištěna rozsáhlejší autonomie v rámci jugoslávské federace. Tehdy se stal sekretářem kosovské části komunistické strany. V květnu roku 1988 převzal funkci předsedy předsednictva SAP Kosovo. Nejvyšší stranickou funkci začal zastávat krátce po stávce dělníků v kombinátu Trepča. Na začátku roku 1989 z funkce odešel v souvislosti s protibyrokratickou revolucí Slobodana Miloševiće. Od ledna 1989 nahradil Kolgeciho ve vrcholných kosovských stranických funkcích Rahman Morina, blízký Miloševićův spolupracovník. O tři měsíce později odstoupil Kolgeci na protest proti srbizačním tendencím i z předsednictva autonomní oblasti. Poté zastával Kolgeci pozice v několika kosovských firmách a přednášel také na univerzitě Iliria v Prištině.